# نوكيا 1200
نوكيا 1200 هو هاتف محمول من شركة نوكيا مخصص للمستخدمين ذوي الميزانيات المحدودة.

## الخصائص البرمجية
أربعة مفاتيح للتنقل بين الجهات، التشارك الخليوي، أكثر من دليل للهاتف، عرض الوقت، عرض التكلفة، تاريخ للمكالمات وملخص لطول المكالمات، مصباح يدوي، تقويم، والاستعمال التجريبي متوفر بدون الدخول في وضع وحدة تعريف المشترك (SIM)، ساعة تناظرية، نغمات رنين, 32 نغمة رنين متعددة الأصوات بدقة (MP3), سهولة حذف عدة رسائل في نفس الوقت، وعرض للدفع المسبق (خدمة تعتمد على الشبكة) داعم لل(USIM).

## التطبيقات
الصوت والرسائل والألعاب والنغمات والشعارات والتحديثات عبر الأثير (OTA) وخدمة الرسائل القصيرة(SMS).

## موفروا الخدمات
خدمة الرسائل القصيرة، رسائل الوسائط، والبث الخليوي.